# Hveravellir
Hveravellir – nazwa wulkanu centralnego, a także pola geotermalnego części subglacjalnego systemu wulkanicznego Oddnýjarhnjúkur-Langjökull na północy lodowca Langjökull. 

## Opis
Hveravellir leży w zachodnio-środkowej Islandii na północy lodowca Langjökull. Stanowi część systemu wulkanicznego Oddnýjarhnjúkur-Langjökull. Centralny wulkan Hveravellir znajduje się pod masywną pokrywą lodową na wschód od wzniesienia Erikskökull. 
Na północny wschód od wulkanu, na północnym krańcu pola lawowego Kjalhraun, znajduje się pole geotermalne Hveravellir o powierzchni 2,5 km² z licznymi gorącymi źródłami, fumarolami i gorącymi błotami. Najstarsza wzmianka o Hveravellir pochodzi z 1752 roku – islandzcy podróżnicy Eggert Ólafsson (1726–1768) i Bjarni Pálsson (1719–1779) opisali pole w swoim raporcie z podróży po wyspie. Pole geotermalne jest atrakcją turystyczną – można zażywać kąpieli w basenie utworzonym dzięki zatamowaniu strumienia z gorącą wodą w 1950 roku. Hveravellir zostało uznane za pomnik przyrody.